# DeMeco Ryans
DeMeco Ryans (urodzony 28 lipca 1984 roku w Bessemer w stanie Alabama) – amerykański zawodnik futbolu amerykańskiego, grający na pozycji linebackera. W rozgrywkach akademickich NCAA występował w drużynie Alabama Crimson Tide.
W roku 2006 przystąpił do draftu NFL. Został wybrany w drugiej rundzie (33. wybór) przez zespół Houston Texans. W drużynie z Teksasu występował przez sześć sezonów. 20 marca 2012 roku został wytransferowany do innego zespołu NFL Philadelphia Eagles. Ryans natychmiast po zmianie klubu w nowym zespole znalazł się w podstawowym składzie.
W pierwszym sezonie (2006) występów w NFL Ryans został  wybrany najlepszym debiutantem sezonu wśród zawodników defensywy. Rok później, a także w sezonie 2009 został wybrany do meczu gwiazd Pro Bowl. W sezonie 2007 został wybrany do All-Pro.